# Eptesicus floweri
Eptesicus floweri је врста слепог миша из породице вечерњака (лат. Vespertilionidae).

## Распрострањење
Ареал врсте је ограничен на мањи број држава. Врста има станиште у Судану, Мауританији и Малију.

## Станиште
Станишта врсте су жбунаста вегетација, травна вегетација и пустиње.

## Угроженост
Ова врста је наведена као последња брига, јер има широко распрострањење и честа је врста.